# Криопэг
Криопэг (англ. Cryopeg) или Криогалинные воды — подземные природные солённые воды (рассолы), имеющие отрицательную температуру (ниже 0°C).
Термин был предложен Н. И. Толстихиным[когда?] и получил широкое распространение.

## Классификация
Криопэги делятся на сезонные и многолетние. Сезонные криопэги формируются в зимний период в минеральных озёрах, поверхностных слоях замерзающих морей, в основании сезонноталого и сезонномерзлого слоев на суше и на мелководных участках северных морей. Многолетние криопэги присутствуют в глубоководной зоне арктических и приантарктических морей и в субаэральной криолитозоне, преимущественно в виде надмерзлотных вод, подмерзлотных вод, межмерзлотных вод и внутримерзлотных вод артезианских бассейнов и гидрогеологических массивов, реже — в минеральных озёрах.

## Свойства
Минерализация криопэгов непостоянна по глубине и в плане и изменяется в широких пределах (например для севера полуострова Ямал характерен градиент от 15,0 до 90 г/л). Установленные температуры криопэгов от 0 °C до - 12 °C.
Криопэги в толще мерзлых пород образуются:
- при промерзании изначально засоленных горных пород, содержащих соленые и солоноватые воды. В таких случаях в процессе льдообразования при промерзании происходит концентрация рассолов;
- при миграции вниз от поверхности земли рассолов, сформировавшихся в в подошве сезонно-талого слоя;
- при промерзании толщ переслаивающихся водопроницаемых пород, насыщенных низкотемпературными солеными водами и водоупорных незасоленных или слабозасоленных пород. При промерзании таких толщ породы водоупоров замерзают при температуре около 0 °C, а водоносные горизонты становятся криопэгами.

Также для криопэгов характерны процессы миграции в толще горных пород.